# お京の方
お京の方（おきょうのかた）は、戦国時代の女性。豪勇をもって聞こえた肥後国の武将木山正親の妻。
天正17年（1589年）、夫・正親が仏木坂の戦いで加藤清正との一騎打ちに敗れたあと、清正と小西行長の連合軍は本戸城を包囲した。お京の方は正親の甲冑を着て男装し、娘子軍三十騎余りと共に打って出る。しかし、梅の木の側に寄った時、梅の小枝に兜の錣をからませ、身動きがとれず遂に討ち死にした。彼女は死に際に「憎き梅の枝かな。花は咲けども実は成らせまじ」と恨みを残し、それ以来その木は二度と実を結ぶことがなかったと言われている。
この梅の木は、天草市延慶寺の境内に「兜梅」として残っている。